# Республіка (газета)
«Республіка — діловий огляд» (рос. «Республика – деловое оброзрение») — аналітична опозиційна російськомовна щотижнева казахстанська газета, відома критичними статтями на адресу керівництва Казахстану і про корупцію у вищих ешелонах влади. Виходить під назвою «Голос Республіки». Засновник і головний редактор — Ірина Петрушова. Виходить раз на місяць. Газета закривалась у 2002 році та в травні 2005 року міністерством культури, інформації та спорту, але продовжував публікувати під різними назвами. Наприкінці 2012 року влада Казахстану знову призупинила вихід газети, очікуючи вирок за кримінальним звинуваченням.

## Загальна інформація
Газета орієнтована на ділову і політичну еліту, менеджерів, держслужбовців, представників великого, середнього та малого бізнесу Казахстану.
Наклад — більше 23 тисяч примірників
Головний офіс в Алма-Аті.

## Історія
Газета в 2002 році була удостоєна міжнародної премії за свободу преси комітету захисту журналістів.
10 квітня 2002 року — Алматинським міжрайонним економічним судом було винесено рішення про ліквідацію фірми «PR-Consulting», яка випускала газету за адміністративні порушення. А точніше за відсутність дати реєстрації та номера сертифіката на її сторінках. Тоді газета була змушена змінити назву на «Ассанді-Таймс».
22 травня 2002 року хтось закинув пляшки із запальною сумішшю у вікно редакції газети «Діловий огляд республіка».
14 травня 2005 року міністерство інформації ліквідувало газету «Республіка. Діловий огляд». У зв'язку з ліквідацією власника даних газет, ТОВ «Бастау» (25 березня 2005 р. за рішенням суду).
9 вересня 2009 року БТА Банком було подано позов до газети «Республіка — діловий огляд». Суд зобов'язав газету виплатити 60 млн тенге «БТА банку» за нанесення моральної шкоди. Приводом для позову стала стаття «Хрін редьки не солодший» про ситуацію в «БТА банку», опублікована у виданні 6 березня 2009 року. Позивач акцентував увагу на наступних рядках — «Що стосується самого „БТА“, то, схоже, він приречений. Найбільший приватний банк Казахстану і СНД, побудований як міжнародна бізнес-корпорація, що не витримала державного контролю і управління» і «до речі, в самому „БТА“ ходять наполегливі розмови, що частина нових менеджерів дуже хоче довести до банкрутства банк, оскільки розуміє, що отримає більше зиску за реабілітаційні процедури, а на банкрутство та реструктуризацію боргів». На думку позивача в банку в період з 13 березня по 31 березня 2009 року саме через цю статтю стався відтік депозитів на суму 6 млрд 770 млн тенге.
Спочатку заборонили випуск «Республіки», але згодом (16 лютого 2010 року) його визнали незаконним.
18 вересня 2009 року — газета «Республіка — ділове огляд» надійшла в продаж, під іншою назвою — «Моя Республіка — факти, події, люди».
18 лютого 2010 рік — газету «Республіка — діловий огляд» дозволено друкувати, але заборонено продавати.
15 квітня 2010 рік — газета «Голос Республіки» опублікувала інтерв'ю з Джуліаном Ассанжем, який надав виданню базу даних Казахстану, майже 7000 сторінок секретних депеш американських дипломатів.
У 2010 році співробітники комітету національної безпеки Караганди приходили на точки до розповсюджувачів газети, і вимагали від продавців, щоб вони не поширювали газету «Голос республіки».